# Ostha nomion
Ostha nomion är en fjärilsart som beskrevs av William Schaus 1913. Ostha nomion ingår i släktet Ostha och familjen nattflyn. Inga underarter finns listade i Catalogue of Life.